# Vorgabezeit

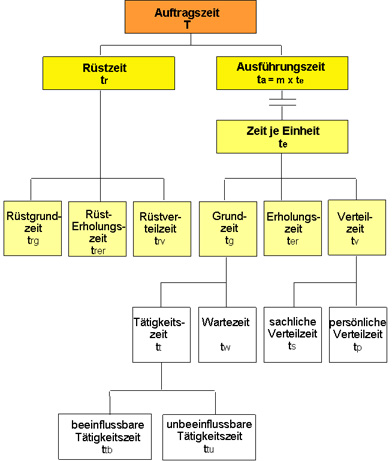
Gliederung der Auftragszeit nach REFA

Gliederung der Belegungszeit nach REFA

Vorgabezeit nach REFA ist eine Sollzeit ausschließlich für von Arbeitskräften und Arbeitsmitteln auszuführende Arbeitsabläufe.

## Allgemeines
Der Begriff entstammt dem Arbeitsstudium. Vorgabezeiten gehören zum Fertigungsauftrag. Sie beinhalten die Aufgabe, die beschriebenen Verrichtungen in der vorgegebenen Zeit zu vollziehen. Im Arbeitsstudium werden Zeiten von und für Arbeitspersonen, Betriebsmittel und Arbeitsgegenständen unterschieden; so werden beispielsweise Planzeiten für den Arbeitsgegenstand nicht als Vorgabezeit bezeichnet.

## Inhalt
Vorgabezeiten beziehen sich gewöhnlich nicht auf das Bearbeiten eines einzelnen Gegenstandes eines Auftrages, sondern auf die Zeit für die Abwicklung des Auftrags in einem Arbeitssystem, der Ausführungszeit. Dies ist eine Konsequenz der verbreiteten losweisen Bündelung von Einheiten zu einem Auftrag. Zur jeweiligen Summe der Zeiten einer Einheit kommt jeweils eine Rüstzeit hinzu, wobei die Rüstzeiten sich in gleicher Weise gliedern, wie die eigentlichen Bearbeitungszeiten. Die Unterscheidung zwischen Mensch und Betriebsmittel führt zu den Begriffen
- Auftragszeit für den Menschen und
- Belegungszeit für das Betriebsmittel[3].

Für den Menschen (Arbeitsperson) enthalten Vorgabezeiten Grundzeiten, Verteilzeiten und Erholungszeiten. Für das Betriebsmittel (siehe Betriebsmittelzeit) werden keine Erholungszeiten angegeben (obwohl sie über das Zusammenwirken mit dem Menschen wirksam werden können).
Vorgabezeiten können auf unterschiedliche Weise ermittelt werden. Einerseits können sie aus Istzeiten abgeleitet werden (Befragung, Zeitstudie, Selbstaufschreibung …) oder sie werden direkt als Sollzeiten mittels geeigneter Verfahren (Berechnen, Vergleichen und Schätzen, SVZ, Planzeiten …) festgelegt.

## Vorgabezeiten, Entgelt-Rahmentarifvertrag und Betriebsverfassungsgesetz
Im jeweiligen regionalen Entgelt-Rahmentarifvertrag der Metall- und Elektroindustrieindustrie ist geregelt, dass im Zeitentgelt keine Leistungsdaten (z. B. Vorgabezeiten) vorgegeben werden dürfen – mit Ausnahme allgemeiner Arbeitsvorschriften. Dagegen ist es im Rahmen der tariflichen Regelungen im Leistungsentgelt zulässig, Leistungsdaten (z. B. Vorgabezeiten) vorzugeben. Hierbei besteht ein Mitbestimmungsrecht des Betriebsrates nach § 87 Abs. 1 Ziff. 11 des Betriebsverfassungsgesetzes. Die detaillierten Regelungen in den Entgelt-Rahmentarifverträgen, z. B. zum Aufbau von Vorgabezeiten sind zu beachten.